# Dariusz Kubicki
Dariusz Kubicki est un footballeur polonais né le 6 juin 1963 à Kożuchów reconverti entraineur.

## Carrière joueur
- 1980-1981 :  Lechia Zeliona Gora
- 1981-1983 :  Stal Mielec
- 1983-1991 :  Legia Varsovie
- 1991-1994 :  Aston Villa
- 1994-1997 :  Sunderland
- 1997-1998 :  Wolverhampton Wanderers
  - mars 1998-1998 : Tranmere Rovers (prêt)
- 1998-oct. 1998 :  Carlisle United
- oct. 1998-déc. 1998 :  Darlington

## Palmarès joueur
- 46 sélections et 1 but avec l'équipe de Pologne entre 1982 et 1991.

## Carrière entraineur
- 1999-sept. 1999 :  Legia Varsovie
- 2003-sept. 2004 :  Legia Varsovie
- 2005-oct. 2005 :  Polonia Varsovie
- nov. 2005-2006 :  Górnik Łęczna
- 2007-2008 :  Lechia Gdańsk
- 2008-2009 :  Znicz Pruszków
- 2009-oct. 2009 :  Wisla Plock
- avr.  2010-sept.  2010 :  Dolcan Ząbki
- avr. 2012-2012 :  FK Sibir Novossibirsk
- jan. 2013-mars 2013 :  Podbeskidzie Bielsko-Biała
- mars 2013-oct. 2013 :  FK Sibir Novossibirsk
- jan. 2014-2015 :  Olimpia Grudziądz
- 2015-sep. 2015 :  Podbeskidzie Bielsko-Biała
- depuis oct. 2016 :  Znicz Pruszków